# Tephrina caeca
Tephrina caeca là một loài bướm đêm trong họ Geometridae.